# (36640) 2000 QR184
2000 QR184 (asteroide 36640) é um asteroide da cintura principal. Possui uma excentricidade de 0.09823340 e uma inclinação de 4.66527º.
Este asteroide foi descoberto no dia 26 de agosto de 2000 por LINEAR em Socorro.